# Піфодорида Понтійська
Піфодорида I Філометор (грец. Πυθοδωρίδα, 30 до н. е./29 до н. е. — 38) — цариця Понту, Боспору та Колхіди у 8 до н. е.—21 роках.

## Життєпис
Була дочкою Піфодора з Тралл та Антонії, дочки Марка Антонія. Народилася у 30 або 29 році до н. е. у м. Смірна. Її батько був правнуком Тиграна I, царя Великої Вірменії, та Мітрідата VI, царя Понту. Також перебував у дружніх відносинах з Гнеєм Помпеєм Великим та у союзі з триумвіром Марком Антонієм.
Здобула гарну освіту, можливо, в рідному місті та Афінах. У 14 році до н. е. за рішенням римського імператора Октавіана Августа вийшла заміж за понтійсько-боспорського царя Полемона I. Саме завдяки родинним зв'язкам Піфодориди її чоловік отримав трони Понту, Боспору і Колхіди. Згодом подружжя отримало частину Кілікії.
У 8 році до н. е. після загибелі чоловіка Піфодорида I стала правителькою Понту, Кілікії та Колхіди. Разом з тим втратила контроль над Боспором, де затвердився Рескупорід I. Згодом вона вийшла заміж за Архелая, царя Капподокії.
Піфодорида перебралася до двору свого чоловіка — столиці Мазака. Під час тривалої відсутності Архелая, що перебував у Римі, Піфодорида керувала Капподокією. Після смерті чоловіка й ліквідації царства Римом Піфодорида I повернулася до Понту. Зберігала вірність Римській імперії.
У 21 році передала владу дочці Антонії Тріфени. У 27 році за рішенням імператора Тиберія династії Піфодоридів було відсторонено від влади. Втім, Піфодориджа I намагалася повернути владу, що виявилося марно. У 38 році після смерті матері повернув трон Полемон II.

## Родина
1. Чоловік — Полемон I
Діти:
- Зенон (13 до н. е.-34), цар Великої Вірменії у 18-34 роках
- Полемон (12/11 до н. е.—74), цар Понту і Колхіди у 38-63 роках
- Антонія Тріфена (10 до н. е.—55), цариця Понту і Колхіди у 21-27 роках

2. Чоловік — Архелай, цар Капподокії
дітей не було